# Roel Brouwers
Roel Brouwers est un footballeur néerlandais né le 28 novembre 1981 à Heerlen.

## Carrière
- 2001-2005 :  Roda JC
- 2005-2007 :  SC Paderborn 07
- depuis 2007 :  Borussia Mönchengladbach[2],[3]

## Palmarès
- Borussia Mönchengladbach
  - Vainqueur de la 2. Liga : 2008